# Instituto Nacional de Geriatría (México)
El Instituto Nacional de Geriatría (INGER) es una institución de atención médica, enseñanza e investigación científica perteneciente a la Secretaría de Salud de México cuya especialidad es la geriatría y la gerontología. Forma parte de los Institutos Nacionales de Salud, un sistema de 13 institutos de investigación en ciencias biomédicas en los que se brindan servicios de salud pública y docencia a la población en general, destacando entre los mejores de su tipo en Latinoamérica.

## Historia
En el año 2007 un grupo de trabajo multidisciplinario integrado por 33 especialistas en envejecimiento y salud realizó un reporte técnico en el que preconizaban la creación de un instituto dedicado a la investigación de la salud, especialmente aquella de los adultos mayores, a la formación óptima de profesionales y al desarrollo tecnológico de áreas específicas para la atención geriátrica y gerontológica en México. Al año siguiente se creó por decreto presidencial del entonces presidente Felipe Calderón el Instituto de Geriatría y después de cuatro años, el 30 de mayo de 2012, fue publicado en el Diario Oficial de la Federación el Decreto de Creación del Instituto Nacional de Geriatría por el mismo expresidente Calderón. Desde su creación como Instituto de Geriatría fue dirigido por el Dr. Luis Miguel F. Gutiérrez Robledo, quien fue además responsable de la conducción del grupo de trabajo interdisciplinario que le dio origen.

## Líneas de investigación
| Biología del envejecimiento               | - Neuropatología y neurobiología - Fisiopatología y metabolismo energético - Biología celular del envejecimiento - Genética e inmunología molecular |
| Investigación geriátrica y epidemiológica | - Clinimetría geriátrica - Valoración geriátrica integral - Síndromes geriátricos y prevención de caídas - Autonomía funcional y el proceso de discapacidad. Dependencia - Impacto de la enfermedad crónica en el proceso fragilidad-discapacidad-muerte - Fragilidad: interacción de los síndromes geriátricos, estado funcional y comorbilidad - Uso crónico de medicamentos y polifarmacia - Nutrición y actividad física - Farmacoepidemiología - Determinantes de la longevidad - Perfil epidemiológico del envejecimiento en México - Determinantes del envejecimiento sano y activo - Salud mental; depresión - Métrica de la salud del adulto mayor - Patologías asociadas al envejecimiento: demencias; enfermedades crónicas y degenerativas - Salud bucal |
| Desarrollo de servicios de salud          | - Modelos de atención - Cuidados de largo plazo - Cuidados paliativos - Atención en el primer nivel de atención - Cuidados para la salud en el hogar y la comunidad - Riesgos de la hospitalización prolongada |
| Determinantes sociales del envejecimiento | - Estructura demográfica de la población - Calidad de vida - Cuidados paliativos - Políticas públicas y protección social a los adultos mayores - Maltrato y abandono, papel de las relaciones intergeneracionales - Análisis de supervivencia y sus determinantes - Envejecimiento en el medio rural y entre la población indígena - Cuidados a largo plazo - Modelos de atención y servicios de salud. - Promoción del envejecimiento sano y activo |
| Gerontecnología                           | - Aplicaciones tecnológicas para favorecer la independencia funcional de los adultos mayores - Tecnologías para la prevención y el diagnóstico de los padecimientos que condicionan la funcionalidad y la calidad de vida del adulto mayor - Evaluación de tecnologías para la vida diaria del adulto mayor Infraestructura y equipamiento en modelos de atención para la salud del adulto |

- Datos: Q109311505